# المجلس الأعلى للبترول الكويتي
المجلس الأعلى للبترول هو أعلى هيئة نفطية في الكويت يقوم برسم السياسات العامة للثروة البترولية وكيفية تنميتها والمحافظة عليها، كما يقوم برسم السياسة العامة والإشراف على عمليات التنقيب ونقل وتسويق النفط الخام والغاز الطبيعي والغاز المسال والمواد الهيدروكربونية. ويبحث المجلس طلبات إنشاء الشركات التي تزاول أي عمل من الأعمال سابقة الذكر، كما يشرف على الدراسات والبحوث في جميع المجالات المرتبطة بالثروة النفطية.
أنشئ المجلس بموجب المرسوم الأميري الصادر بتاريخ 26 أغسطس 1974 والذي ينص على:
مادة (1)
يشكل بمجلس الوزراء " مجلس أعلى للبترول " برئاسة رئيس مجلس الوزراء وعضوية كل من :
- وزير المالية والنفط .
- وزير الخارجية.
- وزير الدولة لشئون مجلس الوزراء .
- وزير التجارة والصناعة.
- يقوم بأمانة سر المجلس من يندبه مجلس الوزراء لذلك.

مادة (2)
يتولي المجلس الأعلى للبترول رسم السياسة العامة للثروة البترولية للمحافظة عليها وحسن استغلالها وتنمية الصناعات المرتبطة بها والمنبثقة عنها ، بهدف ضمان الاستثمار الأفضل لهذه الثروة وتحقيق أكبر عائد منها واستكمال صناعة بترولية وطنية متكاملة. كل ذلك في إطار السياسة المرسومة للتنمية الاقتصادية والاجتماعية للبلاد.
مادة (3)
يجتمع المجلس أربع مرات على الأقل في العام ، كما يجتمع كلما دعت الحاجة إلى ذلك بدعوة من رئيسه.
ويكون اجتماع المجلس صحيحاً بحضور ثلاثة من أعضائه على الأقل بما فيهم الرئيس ، وتصدر قراراته بأغلبية آراء الحاضرين ، وعند التساوي يرجح الجانب الذي فيه الرئيس.
مادة (4)
يجوز للمجلس أن يشكل لجاناً دائمة أو مؤقتة من أعضائه أو من غيرهم لدراسة ما يعهد إليها ببحثه من موضوعات.
مادة (5)
كل الوزراء - كل فيما يخصه - تنفيذ هذا المرسوم ويعمل به من تاريخ نشره في الجريدة الرسمية.
نائب أمير الكويت 

جابر الأحمد الجابر الصباح
رئيس مجلس الوزراء بالنيابة 

سعد العبد الله السالم الصباح
وزير المالية والنفط 

عبد الرحمن سالم العتيقي
و تم تغيير الأعضاء الذين يمثلون المجلس بمرسوم أميري رقم 154 لسنة 2003 والذي ينص على: 
يستبدل بنص الفقرة الأولى من المادة الأولى من المرسوم الصادر بإنشاء المجلس الأعلى للبترول المشار إليه، النص التالي:-
يشكل مجلس أعلى للبترول برئاسة رئيس مجلس الوزراء وعضوية كل من :
- وزير المواصلات ووزير التخطيط ووزير الدولة لشئون التنمية الإدارية.
- وزير الطاقة.
- وزير الخارجية.
- وزير التجارة والصناعة.
- محافظ بنك الكويت المركزي.

مادة ثانية
على رئيس مجلس الوزراء والوزراء - كل فيما يخصه - تنفيذ هذا المرسوم، ويعمل به من تاريخ صدوره، وينشر في الجريدة الرسمية.
أمير الكويت 

جابر الأحمد الجابر الصباح
رئيس مجلس الوزراء 

صباح الأحمد الجابر الصباح